# Narendra Nagar
Narendra Nagar é uma cidade  no distrito de Tehri Garhwal, no estado indiano de Uttaranchal.

## Demografia
Segundo o censo de 2001, Narendra Nagar tinha uma população de 4796 habitantes. Os indivíduos do sexo masculino constituem 59% da população e os do sexo feminino 41%. Narendra Nagar tem uma taxa de literacia de 82%, superior à média nacional de 59.5%: a literacia no sexo masculino é de 86% e no sexo feminino é de 74%. Em Narendra Nagar, 11% da população está abaixo dos 6 anos de idade.